# Авидан, Давид
Давид Авидан (ивр. דוד אבידן‎; 21 февраля, 1934, Тель-Авив, Израиль — 11 мая, 1995, там же) — израильский поэт, художник, кинорежиссёр, публицист и киносценарист. Авидан — автор 20 книг поэзии на иврите.

## Биография и литературная деятельность
Авидан родился в Тель-Авиве, серьезно начал заниматься литературной деятельностью в начале 1950-х годов, будучи студентом Еврейского университета в Иерусалиме, где изучал литературу и философию. В основном он писал на иврите, был так же и художником авангардистского толка. Авидан переводил собственные стихи на английский язык, получил несколько наград и как поэт, и как переводчик.
Состоял в поэтической группе «Ликрат» (вместе с Натаном Захом, Йехудой Амихаем, Моше Дором и др.). Авидан был кандидатом на получение Нобелевской премии, но при этом ему не предлагали достойного заработка или не платили гонораров, а также критиковали за эгоцентризм, шовинистские и технократические взгляды. Отрицательные отзывы критики получила, в частности, его первая книга стихов «Бразим аруфей сфатаим» («Краны с отрубленными губами», 1954). Первый благоприятный отзыв написал Габриэль Мокед (редактор литературного периодического издания «Ахшав»), который впоследствии стал одним из самых близких друзей Авидана.
Тем не менее к началу 1990-х годов из-за проблем с заработком, психическое состояние Авидана ухудшилось; в 1995 году он покончил с собой в Тель-Авиве.
Только после смерти литературная репутация Авидана изменилась в положительную сторону и в профессиональных кругах, и в читательском пространстве. Теперь он входит в канон израильских поэтов в качестве одной из ключевых фигур наряду с Иегудой Амихаей и Натаном Захом, которые актуализировали применительно к ивритской поэзии англо-американскую традицию.
Авидан по сравнению с Амихаем и Захом отличается более радикальной поэтикой, что усложняет переводческую задачу. Одним из лучших переводчиков Авидана на русский считается поэт Савелий Гринберг. Книга переводов Гринберга с послесловием Некода Зингера вышла в издательстве «Мосты Культуры/Гешарим» в 2003 году.

## Награды
В 1993 году Авидан стал лауреатом (совместно с Амалией Кахана-Кармон) премии имени Х. Бялика

## Книги стихов
- «Краны с отрубленными губами» («Бразим аруфей сфатаим»), 1954;
- «Личные проблемы» («Бе́айот ишийот»), 1957;
- «Промежуточный итог» («Сиккум бейнаим»), 1960;
- «Pressure Poems», 1962;
- «Кое-что для кое-кого», 1964;
- «Невозможные стихи» («Ширим билти эфшариим»), 1970;
- «Прикладные стихи» («Ширим шимушиим»), 1973;
- «Книга возможностей — поэмы и более», 1985.

## Переводы на русский язык
- Авидан Д. Сборник стихотворений / Пер. с иврита С. Гринберга. М.: Мосты культуры; Иерусалим: Гешарим, 2003. 208 с. ISBN 5-93273-149-4
- Антология ивритской литературы. Еврейская литература 19-20 веков в русских переводах. Составители: Хамуталь Бар-Йосеф, Зоя Копельман. М., 1999. 631 с.
- Авидан Д. Кое-что для кое-кого Архивная копия от 30 мая 2015 на Wayback Machine / Пер. А. Дубинской
- Авидан Д. Из ранних стихотворений Архивная копия от 30 мая 2015 на Wayback Machine / Пер. с иврита Н. Быстров